# Smilax poilanei
Smilax poilanei är en enhjärtbladig växtart som beskrevs av François Gagnepain. Smilax poilanei ingår i släktet Smilax och familjen Smilacaceae.
Artens utbredningsområde är Vietnam. Inga underarter finns listade.